# Иг Панасје
Иг Панасје (1912 — 1974) је био француски продуцент и џез критичар. Његови најпознатији радови су Hot Jazz: The Guide to Swing Music и The Real Jazz објављени 1936. и 1942. године. Финансирао је издавање многих џез албума. Био је један од оснивача џез квинтета „Хот клаб де Франс“ (Hot Club de France) (1932).